# Ranuratge

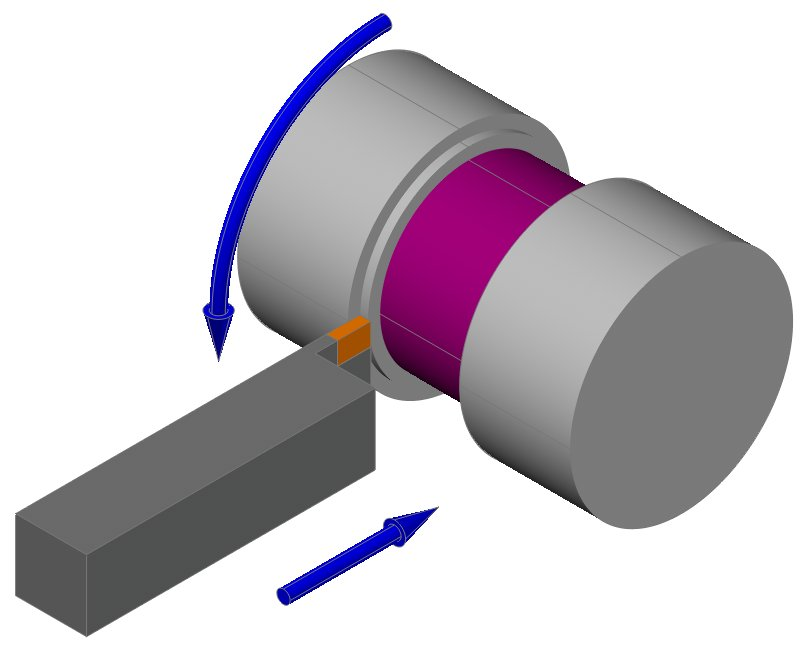
Esquema d'una operació de ranurat.

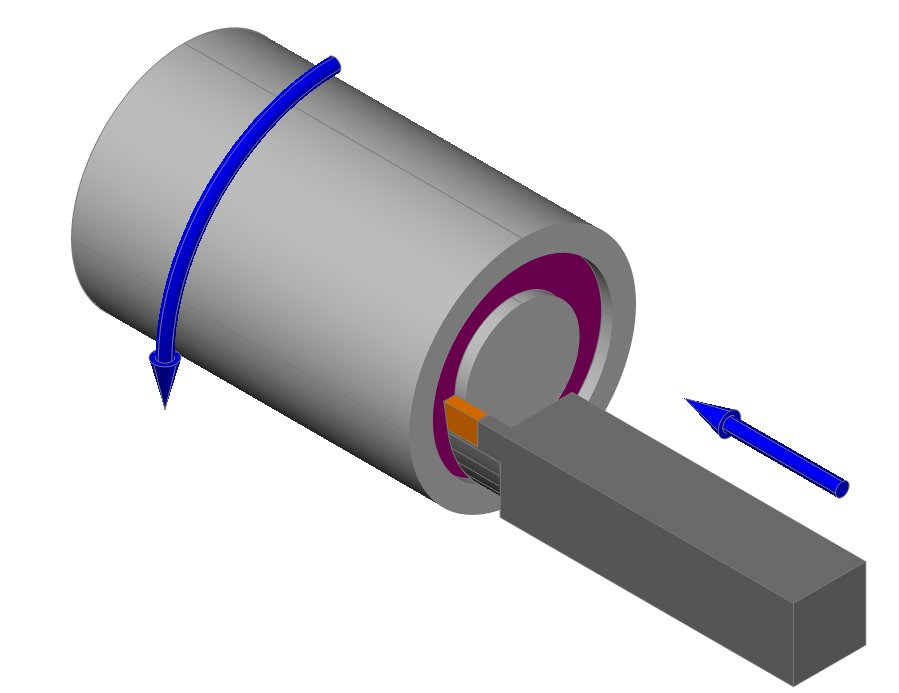
Esquema d'una operació de ranurat frontal.

El ranurat en una operació feta amb el torn, per la qual es fa una ranura, canal o escotadura a la peça mecanitzada.
En general s'entén que el ranurat es fa sobre una superfície ciliíndrica, encara que també es pot fer una ranura frontal en una superfície encara que llavors es tracta d'un recapçament.